# Campionat de Catalunya de bàsquet masculí 1956-1957
El Campionat de Catalunya de Primera Divisió de bàsquet 1956-57 fou la trenta-dosena edició de la competició. Se celebrà des del 9 de setembre de 1956 fins al juny de 1957 i fou organitzada per la Federació Catalana de Basquetbol. Hi participaren divuit equips i es disputà en dues fases, una primera en format de lliga regular a doble volta, i una segona, amb el mateix format per definir el campió de la competició. A la primera fase, els clubs participants s'agruparen en dos grups de nou equips cadascun i disputaren una lliga regular de setze jornades. Els tres primers equips classificats d'ambdós grups accediren a la fase final pel títol, mentre que la resta d'equips disputaren la fase final per la permanència.
Es proclamà campió el Club Joventut Badalona, que aconseguí el seu cinquè títol de campionat de Catalunya.

## Clubs participants
- Club Basquetbol Aismalíbar
- Círcol Catòlic Badalona
- Club Joventut Badalona
- Club Futbol Barcelona
- BIM
- JACE Calella
- RCD Espanyol
- Club Esportiu Laietà
- Club Deportiu Mataró
- Club Bàsquet Mollet
- Unió Esportiva Montgat
- Club Bàsquet Olesa
- Club Bàsquet Orillo Verde
- UDR Pineda
- Club Bàsquet Sant Adrià
- Club Bàsquet Sant Josep
- Club Bàsquet Santfeliuenc
- Club Bàsquet Uralita Cerdanyola

## Primera fase

### Grup 1
|  | Equip classificat per la fase final             |
|  | Equip classificat per la fase de la permanència |

| Pos | Equip           | PJ | G  | P  | PF   | PC   | DP   | Pts |  | ORI   | AIS   | ESP   | STF   | BAD   | STJ   | OLE   | MOL   | URA   |
| --- | --------------- | -- | -- | -- | ---- | ---- | ---- | --- |  | ----- | ----- | ----- | ----- | ----- | ----- | ----- | ----- | ----- |
| 1   | CB Orillo Verde | 16 | 14 | 2  | 1104 | 701  | +403 | 30  |  | —     |       | 83–49 | 65–17 | 70–49 | 87–38 | 76–44 | 94–34 | 34–49 |
| 2   | CB Aismalíbar   | 16 | 14 | 2  | 1024 | 743  | +281 | 30  |  | 47–43 | —     | 60–56 | 73–32 | 61–21 | 55–40 | 94–42 | 65–44 |       |
| 3   | RCD Espanyol    | 16 | 12 | 4  | 1004 | 780  | +224 | 28  |  |       | 71–46 | —     | 54–32 | 66–43 | 50–41 |       | 73–53 | 71–41 |
| 4   | CB Santfeliuenc | 16 | 8  | 8  | 815  | 896  | −81  | 24  |  | 52–57 | 57–66 | 60–54 | —     | 60–58 | 56–41 | 79–66 | 57–39 | 56–49 |
| 5   | CC Badalona     | 16 | 7  | 9  | 814  | 858  | −44  | 23  |  | 57–71 | 44–66 | 62–55 | 47–56 | —     | 62–35 | 59–48 | 60–51 | 65–46 |
| 6   | CB Sant Josep   | 16 | 7  | 9  | 705  | 827  | −122 | 23  |  | 43–61 | 50–72 | 26–35 | 50–43 | 37–33 | —     | 63–37 | 39–37 | 64–38 |
| 7   | CB Olesa        | 16 | 4  | 12 | 760  | 1018 | −258 | 20  |  | 30–66 | 53–72 | 32–75 |       | 44–50 | 30–38 | —     | 63–35 | 52–49 |
| 8   | CB Mollet       | 16 | 3  | 13 | 769  | 961  | −192 | 19  |  |       | 46–67 |       | 49–51 | 64–61 | 50–53 | 55–58 | —     | 73–47 |
| 9   | CB Uralita      | 16 | 3  | 13 | 724  | 935  | −211 | 19  |  | 36–61 | 36–69 | 43–61 | 48–50 | 30–33 | 71–47 |       | 52–48 | —     |

### Grup 2
|  | Equip classificat per la fase final             |
|  | Equip classificat per la fase de la permanència |

| Pos | Equip             | PJ | G  | P  | PF   | PC  | DP   | Pts |  | CJB   | BAR   | LAI   | CAL   | MAT   | PIN   | MON   | BIM   | STA   |
| --- | ----------------- | -- | -- | -- | ---- | --- | ---- | --- |  | ----- | ----- | ----- | ----- | ----- | ----- | ----- | ----- | ----- |
| 1   | Joventut Badalona | 16 | 13 | 3  | 1103 | 760 | +343 | 29  |  | —     | 65–49 | 67–40 |       | 65–22 | 69–52 | 87–64 | 90–39 |       |
| 2   | CF Barcelona      | 16 | 13 | 3  | 718  | 726 | −8   | 29  |  | 68–63 | —     | 45–42 | 64–33 | 45–35 | 73–46 | 69–32 | 76–60 | 66–39 |
| 3   | CE Laietà         | 16 | 9  | 7  | 718  | 726 | −8   | 25  |  | 50–53 |       | —     | 55–48 | 46–41 | 51–34 | 35–46 | 48–41 | 41–32 |
| 4   | JACE Calella      | 16 | 8  | 8  | 812  | 824 | −12  | 24  |  | 51–46 | 46–44 | 40–52 | —     | 47–30 | 63–33 | 73–46 | 55–43 | 64–52 |
| 5   | CD Mataró         | 16 | 8  | 8  | 683  | 772 | −89  | 24  |  | 38–68 | 46–42 | 40–37 | 61–56 | —     | 48–44 | 44–34 | 51–39 | 50–23 |
| 6   | UDR Pineda        | 16 | 8  | 8  | 826  | 903 | −77  | 24  |  | 64–59 | 38–47 | 59–47 |       | 50–59 | —     | 56–42 | 69–58 | 47–45 |
| 7   | UE Montgat        | 16 | 7  | 9  | 859  | 885 | −26  | 23  |  | 54–68 |       | 43–50 | 45–35 |       | 89–59 | —     | 63–61 | 81–60 |
| 8   | BIM               | 16 | 4  | 12 | 854  | 947 | −93  | 20  |  |       | 43–57 | 50–51 | 63–43 | 74–37 | 52–57 | 59–55 | —     | 71–64 |
| 9   | CB Sant Adrià     | 16 | 2  | 14 | 703  | 943 | −240 | 18  |  | 47–76 | 37–57 | 35–49 |       | 40–39 |       | 36–60 | 64–61 | —     |

## Segona fase

### Fase final pel títol
La fase final del Campionat de Catalunya de bàsquet 1956-57 es disputà des del 6 de gener fins al 24 de febrer de 1957, amb un total de deu jornades. Durant el campionat es mantingué la igualtat entre el CB Aismalíbar, vigent campió, i el Joventut de Badalona. S'arribà a la darrera jornada de la competició amb una victòria de marge del club badaloní. L'Aismalíbar guanyà el seu partit contra el CE Laietà per 44 a 42, mentre que el partit entre el Joventut de Badalona i el CB Orillo Verde fou suspès pels àrbitres al minut 12 de la segona part per incidents dels espectadors. El marcador era favorable al club verd-i-negre per 51 a 35. El matx es reprengué dos dies més tard, el 26 de febrer, i finalitzà amb la victòria del club badaloní per 62 a 47.

El Joventut de Badalona es proclamà campió de Catalunya per cinquena vegada, amb vuit victòries i dues derrotes a la classificació final.
| Pos | Equip             | PJ | G | P | GF  | GC  | DG   | Pts |  | CJB   | AIS   | FCB   | ORI   | ESP   | LAI   |
| --- | ----------------- | -- | - | - | --- | --- | ---- | --- |  | ----- | ----- | ----- | ----- | ----- | ----- |
| 1   | Joventut Badalona | 10 | 8 | 2 | 553 | 436 | +117 | 18  |  | —     | 66–55 | 65–51 | 62–43 | 60–38 | 62–45 |
| 2   | CB Aismalíbar     | 10 | 7 | 3 | 549 | 429 | +120 | 17  |  | 48–28 | —     | 41–30 | 53–56 | 81–27 | 74–33 |
| 3   | CF Barcelona      | 10 | 6 | 4 | 554 | 527 | +27  | 16  |  | 50–44 | 70–57 | —     | 60–49 | 78–58 | 48–54 |
| 4   | CB Orillo Verde   | 10 | 5 | 5 | 533 | 513 | +20  | 15  |  | 47–62 | 47–51 | 52–53 | —     | 65–44 | 65–51 |
| 5   | RCD Espanyol      | 10 | 2 | 8 | 423 | 553 | −130 | 12  |  | 34–44 | 30–45 | 65–59 | 40–46 | —     | 50–30 |
| 6   | CE Laietà         | 10 | 2 | 8 | 414 | 558 | −144 | 12  |  | 35–60 | 42–44 | 42–55 | 48–74 | 45–37 | —     |

| Campió de Catalunya de bàsquet 1956-57 |
| -------------------------------------- |
| Club Joventut Badalona Cinquè títol    |

### Fase de permanència
La fase de permanència del Campionat de Catalunya de bàsquet 1956-57 es disputà des del 6 de gener fins al 9 de juny de 1957, amb un total de vint-i-dues jornades. En finalitzar la competició, descendiren a Primera categoria regional el CB Uralita i el CB Santfeliuenc, mentre que el Círcol Catòlic i el CB Olesa disputaren la fase de promoció.
| Pos | Equip           | PJ | G  | P  | PF   | PC   | DP   | Pts |  | BIM   | MOL   | CAL   | STA   | MON   | MAT   | PIN   | STJ   | BAD   | OLE   | STF   | URA   |
| --- | --------------- | -- | -- | -- | ---- | ---- | ---- | --- |  | ----- | ----- | ----- | ----- | ----- | ----- | ----- | ----- | ----- | ----- | ----- | ----- |
| 1   | BIM             | 22 | 14 | 8  | 1193 | 1178 | +15  | 36  |  | —     |       | 32–20 |       | 56–55 | 46–38 | 71–62 | 42–46 | 56–63 | 67–49 |       | 56–41 |
| 2   | CB Mollet       | 22 | 13 | 9  | 1280 | 1234 | +46  | 35  |  | 67–55 | —     |       | 65–49 | 61–59 |       | 41–38 | 56–59 | 58–49 | 57–47 | 77–68 | 76–41 |
| 3   | JACE Calella    | 22 | 13 | 9  | 1080 | 1070 | +10  | 35  |  | 79–53 | 51–46 | —     | 82–45 | 67–47 | 58–40 | 59–39 | 73–45 | 54–48 | 69–45 | 62–50 | 71–46 |
| 4   | CB Sant Adrià   | 22 | 12 | 10 | 976  | 978  | −2   | 34  |  | 57–32 |       | 46–33 | —     |       | 40–47 | 38–34 |       | 44–45 | 53–43 | 46–40 | 55–44 |
| 5   | UE Montgat      | 22 | 12 | 10 | 1110 | 1117 | −7   | 34  |  | 47–68 | 51–40 |       | 48–42 | —     |       |       | 36–41 | 53–36 | 61–50 | 59–50 | 64–35 |
| 6   | CD Mataró       | 22 | 12 | 10 | 1079 | 994  | +85  | 34  |  |       | 49–42 | 63–42 | 55–29 | 55–58 | —     |       | 46–41 | 47–35 | 56–36 | 71–44 | 67–47 |
| 7   | UER Pineda      | 22 | 12 | 10 | 1234 | 1141 | +93  | 34  |  | 56–55 |       | 56–31 | 56–23 | 65–61 | 60–39 | —     | 67–32 |       | 82–37 |       | 91–64 |
| 8   | CB Sant Josep   | 22 | 11 | 11 | 917  | 932  | −15  | 33  |  | 38–45 | 44–52 | 54–33 | 78–65 | 32–33 | 29–35 | 43–31 | —     | 38–27 | 47–43 |       |       |
| 9   | CC Badalona     | 22 | 11 | 11 | 1083 | 1018 | +65  | 33  |  | 54–57 | 58–46 | 46–39 | 45–53 | 70–39 |       | 53–41 | 37–43 | —     | 57–43 | 68–54 |       |
| 10  | CB Olesa        | 22 | 10 | 12 | 1075 | 1143 | −68  | 32  |  | 71–59 | 41–33 |       | 36–41 | 70–44 | 47–38 | 59–39 | 33–29 |       | —     | 61–40 |       |
| 11  | CB Santfeliuenc | 22 | 9  | 13 | 1223 | 1241 | −18  | 31  |  | 55–58 | 76–63 | 66–59 | 39–42 | 70–59 | 58–52 | 71–51 | 50–32 | 64–54 |       | —     | 77–48 |
| 12  | CB Uralita      | 22 | 3  | 19 | 1065 | 1358 | −293 | 25  |  | 72–74 | 60–65 | 35–68 |       | 38–39 | 58–39 | 52–55 | 36–52 | 49–59 | 51–61 | 67–59 | —     |